# Cantone di Nantua
Il Cantone di Nantua è una divisione amministrativa dell'arrondissement di Nantua con capoluogo Nantua.
A seguito della riforma approvata con decreto del 13 febbraio 2014, che ha avuto attuazione dopo le elezioni dipartimentali del 2015, è passato da 12 a 18 comuni.

## Composizione
I 12 comuni facenti parte prima della riforma del 2014 erano:
- Apremont
- Béard-Géovreissiat
- Brion
- Charix
- Lalleyriat
- Maillat
- Montréal-la-Cluse
- Nantua
- Les Neyrolles
- Le Poizat
- Port
- Saint-Martin-du-Frêne

Dal 2015 i comuni appartenenti al cantone sono diventati 18, ridottisi poi ai seguenti 17 dal 1º gennaio 2016 per la fusione dei comuni di Le Poizat e Lalleyriat nel nuovo comune di Le Poizat-Lalleyriat:
- Apremont
- Béard-Géovreissiat
- Belleydoux
- Bellignat
- Brion
- Charix
- Échallon
- Géovreisset
- Groissiat
- Maillat
- Martignat
- Montréal-la-Cluse
- Nantua
- Les Neyrolles
- Le Poizat-Lalleyriat
- Port
- Saint-Martin-du-Frêne